# Klavírní výtah

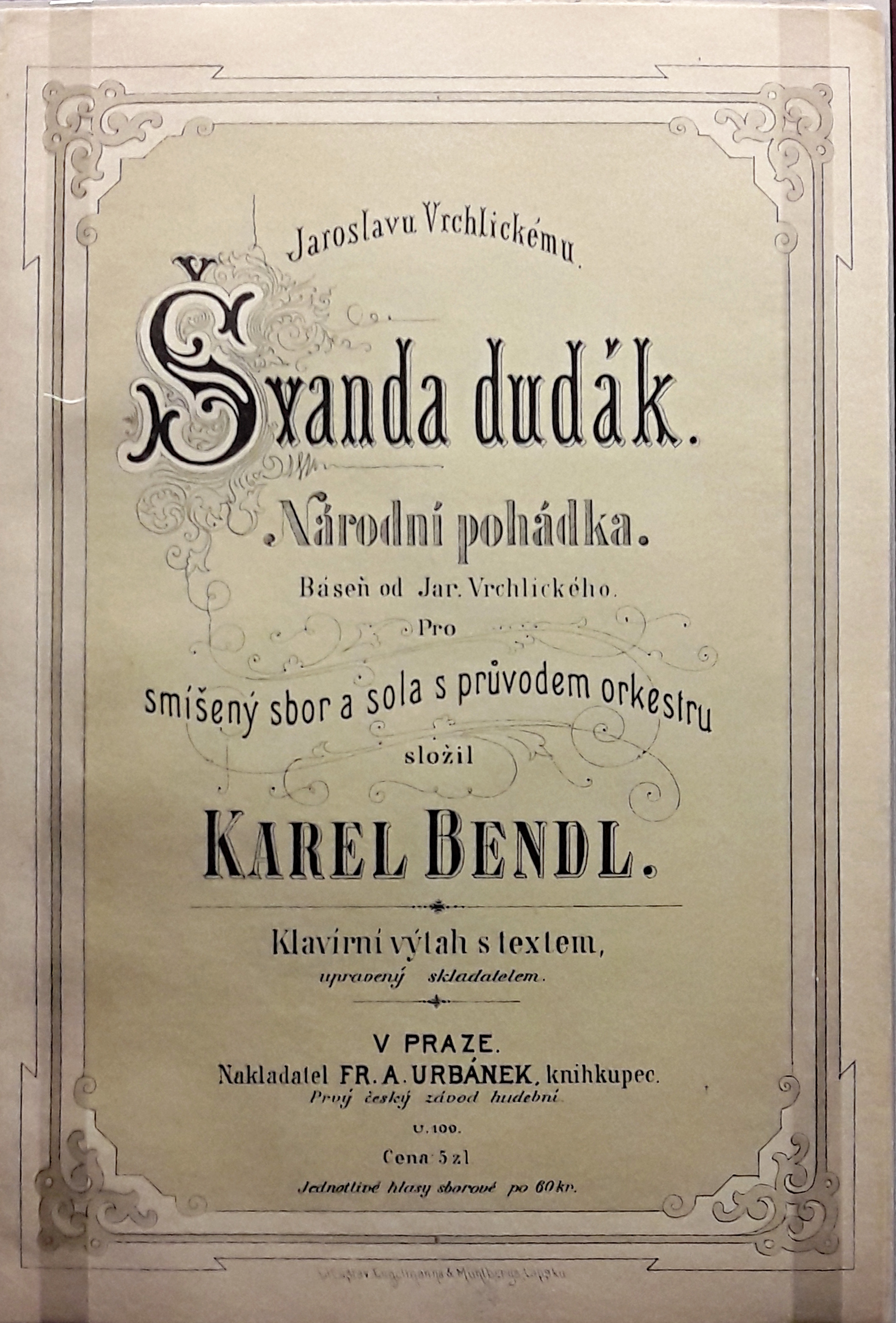
Karel Bendl: Švanda dudák, klavírní výtah kantáty pro sóla, sbor a orchestr.

Klavírní výtah je abstrakt partitury hudební skladby většího rozsahu upravený pro jeden, eventuálně více klavírů.
Klavírní výtah slouží především pro zjednodušení větších symfonických, komorních, vokálních sborových či scénických (operních) děl upravených například pro potřeby korepetitorů pro nastudování díla bez nutnosti zapojení celého orchestru.
Nejčastěji se používají klavírní výtahy oper, oratorií, symfonií, sólových koncertů, baletů apod.